# Jan Schur
Pour les articles homonymes, voir Schur.
Jan Schur est un  coureur cycliste allemand, né le 27 novembre 1962 à Leipzig. Coureur amateur est-allemand jusqu'en 1989, il a été champion olympique du contre-la-montre par équipes aux Jeux de 1988 à Séoul avec Falk Boden, Maik Landsmann et Mario Kummer, puis en 1989, champion du monde de cette discipline avec Uwe Ampler, Mario Kummer, Maik Landsmann. Il a ensuite été professionnel de 1990 à 1994.
Il est le fils de Gustav-Adolf Schur.

## Palmarès
- 1982
  - 7e étape du Tour de Pologne
  - 2e du Tour de Pologne
- 1985
  - 3e du Tour de l'Oder
- 1986
  - 4e étape du Circuit franco-belge
- 1987
  - 6eb étape du Tour de Suède
  - 7e étape du Tour de Grèce
  - 3e du Tour de Grèce
- 1988
  -  Champion olympique du contre-la-montre par équipes (avec Uwe Ampler, Mario Kummer, Maik Landsmann)
  - 4e étape du GP Tell
  - 1re étape du Tour du Vaucluse
  - 2e du Tour de Thuringe
  - 3e du Tour du Vaucluse
- 1989
  -  Champion du monde du contre-la-montre par équipes (avec Falk Boden, Maik Landsmann et Mario Kummer)
  - 2e du Tour de Grèce
  - 2e du championnat d'Allemagne de l'Est sur route
- 1991
  - 6e du Tour des Flandres
- 1994
  - 3e du Tour de Bulgarie

## Résultat sur les grands tours

### Tour de France
2 participations
- 1990 : 105e
- 1991 : 139e

### Tour d'Italie
3 participations
- 1990 : 91e
- 1992 : 124e
- 1994 : abandon

### Tour d'Espagne
1 participation
- 1991 : abandon